# Irmgard Sinning
Irmgard Maria Sinning (* 1. August 1960 in Höchstädt an der Donau) ist eine deutsche Biochemikerin. Sie ist Professorin am Biochemie-Zentrum der Universität Heidelberg.

## Leben
Nach dem Abitur 1979 in Dillingen an der Donau studierte Sinning Lebensmittelchemie an der LMU München und legte das 1. und 2. Staatsexamen ab. 1989 promovierte sie in Biochemie und arbeitete bis 1991 am MPI für Biophysik in Frankfurt bei Hartmut Michel.  Anschließend arbeitete sie als Wissenschaftlerin am Biomedical Centre der Universität Uppsala. Seit 2000 ist sie Professorin am Biochemie-Zentrum der Universität Heidelberg.  Irmgard Sinning hat mit ihren wissenschaftlichen Arbeiten wesentliche Beträge zum Verständnis molekularer Maschinen geleistet.

## Auszeichnungen und Gremien
- seit 2008 Mitglied des Experten-Panels „Biochemie/Biophysik“ der DFG
- seit 2010 Mitglied der Nationalen Akademie der Wissenschaften Leopoldina (Matrikel-Nr. 7364)
- seit 2010 Mitglied der European Molecular Biology Organization (EMBO)
- 2010 HMLS (Heidelberg Molecular Life Science) Investigator Award * seit 2010 Ständiges Mitglied der Senatskommission der Helmholtz-Gemeinschaft
- 2011–2013 Präsidentin der GBM (Gesellschaft für Biochemie und Molekularbiologie)
- seit 2012 Vorsitzende des Experten-Panels „Biochemie/Biophysik“ der DFG
- 2014 Gottfried Wilhelm Leibniz-Preis der DFG
- 2014 Verfassungsmedaille des Freistaats Bayern
- 2014 Großer Forschungspreis der Universität Heidelberg
- seit 2016 Mitglied der Heidelberger Akademie der Wissenschaften
- seit 2019 Mitglied der Berlin-Brandenburgischen Akademie der Wissenschaften